# Photoscotosia keraria
Photoscotosia keraria är en fjärilsart som beskrevs av Swinhoe 1893. Photoscotosia keraria ingår i släktet Photoscotosia och familjen mätare. Inga underarter finns listade i Catalogue of Life.